# Jenisej
Jenisej (rus. Енисе́й), je rijeka u azijskom dijelu Rusije. Najveći riječni sustav koji teče prema Sjevernom ledenom moru, zajedno s rijekama Angara i Selenga peta najduža rijeka u svijetu i druga najduža u Rusiji. Izvire u Mongoliji, te potom teče sjeverno do Jenisejskog zaljeva u Karskom moru, sa slijevom koji pokriva veliki dio središnjeg Sibira, prateći tok sustava Jenisej-Angara-Selenga-Ider.
Gornji tok, podložan brzacima i poplavama, prolazi kroz slabo naseljene krajeve. Sredni dio kontrolira niz ogromnih hidroelektričnih brana, kao hidroelektrana Krasnojarsk i hidroelektrana Sajano Šušenskaja,  koje energijom opskrbljuju značajnu rusku primarnu industriju, izgrađenu u sovjetska vremena, čije je zagađivanje značajan problem u području. Tekući kroz rijetko naseljenu tajgu, Jenisej prihvaća mnoge pritoke i konačno nakon tundre doseže Karsko more, gdje je zaleđen više od polovine godine.
Najveća dubina Jeniseja je 24 m, dok je prosječna 14 m.

## Gornji Jenisej
Jenisej izvire iz dva glavna toka: Boljšoj (veliki) Jenisej, također poznat kao Bii-Khem (Бий-Хем) izvire u regiji Tuva, na južnoj strani planina Istočni Sajan i sjeverno od lanca Tannu-Ola, na koordinatama 52°20′N 97°30′E / 52.333°N 97.500°E; Mali Jenisej, također poznat i kao Kaa-Khem (Каа-Хем), izvire u dolini Darkhad u Mongoliji. Novija istraživanja utvrdila su 
da je uzak izlaz iz doline kroz povijest bio redovno blokiran ledom, što je stvaralo jezero veličine susjednog jezera Hövsgöl Nuur. Kada su ledenjaci se povukli (posljednji put prije 9300 godina) isteklo je oko 500 km³ vode, vjerojatno s katastrofalnim posljedicama.

## Donji Jenisej
Rijeka Kas, koja utječe u Jenisej 300 km nizvodno od Strelke, značajna je radi veze s rijekom Ob preko kanala Ob-Jenisej i rijeke Ket. U tim predjelima Jenisej se širi primajući mnoge pritoke, posebno Podkamenaja Tunguska i Donja Tunguska u Turukhansku, iz smjera puste Srednjosibirske zaravni na istoku. Udaljena Tunguska (Тунгуска) regija u povijesti je bila najpoznatija po Velikoj Sibirskoj eksploziji 1908., dok je danas poznata istraživanjima nalazišta nafte. Nakon Turukhanska, rijeka ulazi u područje Tundre. 
Jenisej je zaleđen više od pola godina, led može zapriječiti tok i uzrokovati velike poplave, te se za oslobađanje nesmetanog prolaska vode koristi eksploziv. Posljednji grad je Dudinka, koji je s Krasnojarskom povezan redovnom brodskom linijom. Rijeka se u estuariju širi na 50 km, te utječe u Jenisejski zaljev, gdje slobodnu plovidnu omogućavaju ledolomci.
Za vrijeme ledenog doba, artička ruta bila je blokirana ledom. Premda su pojedinosti nejasne, smatra se da je Jenisej tekao u ogromno jezero koje je pokrivalo veći dio zapadnog Sibira, te eventualno u Crno more (Zapadno sibirsko glacijalno jezero, iz rane Würmske oledbe).

## Sustav Jenisej-Angara-Selenga

### Bajkalsko jezero
320 km (djelomično plovne) rijeke Gornje Angare utječe u sjeverni kraj Bajkalskog jezera, ali najveća pritoka je rijeka Selenga, koja stvara deltu na jugoistočnoj strani. Najduže pritoke izviru na istočnim obroncima planina Khangain nuruu. Još jedna pritoka, rijeka Tul, prolazi kroz glavni grad Mongolije Ulan Bator, dok rijeka Egiin Gol istječe iz jezera Hövsgöl Nuur.

### Angara
Rijeka Angara (Ангара́) istječe iz Bajkalskog jezera i teče 1840 km od glavnog grada regije Irkutska do ušća u Jenisej kod Strelke (58°06′04″N 92°59′53″E / 58.101°N 92.998°E). Pregrađena je s četiri brane hidroelektrana. 44 metarska brana u Irkutsku snage je 650 MW, dok 500 km nizvodno, 124 metarska brana u Bratsku, izgrađena 1960-ih, generira 4500 MW. U umjetno jezero Bratskoe vodohranilišće ulijevaju se pritoke Oka i Ija, koje izviru na sjevernim obroncima planina Istočni Sajan. Novije su brane 250 km nizvodno kod Ust-Ilimska, koja također pregrađuje i pritoku Ilim, i nakon 400 km, Bogučanskaja hidroelektrana, još u izgradnji. U planu su daljnja pregrađivanja rijeke radi hidroenergetskih pogona, ali moguće posljedice po okoliš dovode do protesta koji mogu spriječiti financiranje takvih projekata.
Angarsk, središte rastuće istočno sibirske naftne industrije i lokacija golemih rafinerija, leži 50 km nizvodno od Irkutska. Grad je povezan naftovodom sa zapadom Rusije, dok je u izgradnji naftovod za Nahodku, namijenjen izvozu u Japan.

## Priroda
Dolina rijeke Jenisej je stanište brojnih vrsta flore i faune, među kojima su sibirski bor (Pinus Sibirica) i sibirski ariš (Larix sibirica) istaknute vrste stabala. U prapovijesno doba, dolina Jeniseja bila je bogata običnim borom, (Pinus sylvestris). U slijevu žive i brojne vrste ptica, uključujući sivu vranu (Corvus cornix).

## Povijest
Drevni nomadski narodi, kao Keti i Yugh, živjeli su duž obala Jeniseja. Keti, njih oko 1000, danas su jedini preostali od izvornih naroda središnjeg Sibira. Njihovi su izumrli srodni narodi bili Kott, Assan, Arin i Pumpokol koji su živjeli više uzvodno na jugu. Suvremeni Keti živjeli su istočnim srednjim područjima rijeke prije političkog pripajanja Rusiji tijekom 17. i 19. stoljeća.
Rusi su prvi puta dosegli gornji Jenisej 1605., putujući od rijeke Ob prema rijeci Ket, te potom niz Jenisej do rijeke Sim. 1607., dosegli su Angaru na istoku, te 1608. današnji Krasnojarsk. Jenisejsk, na stjecištu rijeka Ket i Angara, osnovan je 1619., dok je Krasnojarsk osnovan 1628. 1607., donji Jenisej dosegnut je iz Mangazeje, s osnivanjem Turuhanska na ušću Donje Tunguske. Ušće Jeniseja prvi je puta posjećeno 1610., dok je Podkamenaja Tunguska posjećena nešto kasnije, 1626.
U doba drugog svjetskog rata, Nacistička Njemačka i Japansko Carstvo dogovorili su podjelu Azije duž Jeniseja do kineske granice, te potom duž sovjetsko-kineske granice, sjevernih i zapadnih granica Afganistana i granice Irana i Britanske Indije

## Galerija
- Pogleda na Jenisej sa željezničkog mosta kraj Krasnojarska.
- Most Vantovij u Krasnojarsku.
- Jenisej u Divnogorsku.
- Skela na Velikom Jeniseju.

## Vanjske poveznice
- Informacije i karta slijeva Jeniseja
- Большая советская энциклопедия [neaktivna poveznica] (rus.)
- Foto galerija - e-river.ru   Arhivirana inačica izvorne stranice od 4. svibnja 2013. (Wayback Machine)